# Michael Spencer (Komponist, 1975)
Michael Spencer (Mic Spencer; * 1975 in Bellshill/Lanarkshire) ist ein schottischer Komponist und Musikpädagoge.

## Leben
Spencer studierte an der University of Glasgow Musik bei Graham Hair und erwarb dort den Mastergrad in den Fächern Musik und schottische Literatur. Von 1997 bis 2002 studierte er Komposition bei Geoff Poole an der Manchester University. 2003 erhielt er ein Stipendium für die Teilnahme am Internationalen Sommerkurs für Komponisten auf Schloss Solitude in Stuttgart, wo er mit Chaya Czernowin, Steve Takasugi und Richard Barrett arbeitete. Außerdem nahm er an Meisterkursen von Brian Ferneyhough, Mathias Spahlinger und Pierluigi Billone teil.
1999 gründete er mit Tiernan Kelly und Freya Mitchell Polaroid, eine Veranstaltungsreihe für neue und experimentelle Musik, bei der John Cages Muyoce II, Luigi Nonos Canti Per Tredici, Werke von Karlheinz Stockhausen und junger britischer Komponisten ihre schottische Erstaufführung hatten. Nach deren Vorbild wurde 2001 das Arches’ Instal Festival gegründet, für das Spencer 2001–02 als musikalischer Berater arbeitete. Ebenfalls 1999 organisierte er Aufführungen von Musik der uruguayischen Komponistin Graciela Paraskevaida an der Manchester University wo er sieben Jahre Live-Elektronik-Musik, musikalische Analyse und Semiotik unterrichtete. 2003 gab er Vorlesungen an der University of Glasgow und eine Kompositions-Meisterklasse am Junior Department des Trinity College of Music. An der University of Leeds leitet er das von ihm gegründete Ensemble für neue Musik LST, mit dem er Werke von Karlheinz Stockhausens (Kreuzspiel), Edgar Varèse (Intégrales und Ionisation), Helmut Lachenmann (…zwei Gefühle…, Musik mit Leonardo), Gérard Grisey (Vortex Temporum), Pierre Boulez (Le marteau sans maître), Chaya Czernowin (Afatsim), James MacMillan (…as others see us…), Beat Furrer (Gaspra), Gerhard Stäbler (Luftspiegelungen – Ein Spiel für Sieben) und anderen aufführte.
Seit Anfang der 2000er Jahre wurden Werke Spencers u. s. bei verschiedenen Musikfestivals in Großbritannien, bei den Darmstädter Ferienkursen und an den Universitäten von Glasgow, Manchester and Leeds aufgeführt. Das BBC Philharmonic spielte 2001 unter Leitung von James MacMillan Toxic Knuckle Bones im Programm Hear and Now von BBC Radio 3. Neben kammermusikalischen Werken (u. a. Underground (after Boehme) I-V) komponierte er auch Werke für Soloinstrumente wie Verdrängung von der Aufhebung für Cello (UA Andrej Gal). Ein work in progress ist Intervolve, ein Triptychon mit den Teilen Intervolve für Akkordeon und Kontrabass, Heterotopia für drei Improvisationsmusiker und drei Nicht-Improvisationsmusiker und L’Ordre du Discourse für Bassflöte, Harfe und Kontrabass. Weitere Werke komponierte Spencer für Musiker wie das Ensemble SurPlus, Richard Casey, das Trio Atem, Christophe de Bezenac, Adam Starkie, Geoff Poole, Seth Woods und Ian Pace. In Zusammenarbeit mit Scott McLaughlin und der Klarinettistin Heather Roche entstand das Stück Palmyra für Klarinette, das Roche 2016 uraufführte.